# اوکسانا پیزلوفا
اوکسانا پیزلوفا (ارمنی: Օքսաննա Պիզլովա؛ زادهٔ ۱۴ نوامبر ۲۰۰۰) بازیکن فوتبال در پست مهاجم اهل ارمنستان است.

## باشگاهی
از باشگاه‌هایی که در آن بازی کرده‌است می‌توان به باشگاه فوتبال زنان گیومری اشاره کرد.

## تیم ملی
وی همچنین در تیم ملی فوتبال زیر ۱۷ سال زنان ارمنستان، تیم ملی فوتبال زیر ۱۹ سال زنان ارمنستان و تیم ملی فوتبال زنان ارمنستان بازی کرده‌است.